# فانيسا ليلو غوميز
فانيسا ليلو غوميز (مواليد 10 مارس 1983) سياسية إسبانية. منذ 11 يونيو 2019 كانت عضوًا في جمعية مدريد.